# Gorna Łuka
Gorna Łuka (bułg. Горна Лука) – wieś w Bułgarii, w obwodzie Montana, w gminie Cziprowci. Według danych szacunkowych Ujednoliconego Systemu Ewidencji Ludności oraz Usług Administracyjnych dla Ludności, 15 czerwca 2020 roku miejscowość liczyła 194 mieszkańców.

## Historia
Mieszkańcy wsi wzięli udział w powstaniu cziprowskim w 1688 roku.

## Jaskinia
Na terenie miejscowości znajduje się jaskinia Miszin kamik, o długości 695 metrów.

## Osoby związane z miejscowością

### Urodzeni
- Todor Tokin (1893–1967) – bułgarski partyzant